# Al Hamra Tower
Al Hamra Tower – wieżowiec w centrum miasta Kuwejt, w Kuwejcie. Zaprojektowany został przez firmę architektoniczną Skidmore, Owings and Merrill. Osiągając wysokość 412,6 m jest najwyższym budynkiem w państwie.
Wieża ma 195 000 m² powierzchni handlowych i biurowych. Budynek tworzy kompleks wraz z pięciokondygnacyjnym detalicznym centrum handlowym (23 000 m² powierzchni handlowej), teatrem i jedenastopiętrowym parkingiem. Całość zajmuje powierzchnię 18 000 m².
Al Hamra Tower posiada ponad 70 pięter przestrzeni biurowej, restaurację na dachu oraz spa. Centrum handlowe zawiera kino z 10 salami, w tym również kino IMAX. 
Budynek został oddany do użytku w 2011 roku.